# Euacidalia externata
Euacidalia externata är en fjärilsart som beskrevs av Walker 1863. Euacidalia externata ingår i släktet Euacidalia och familjen mätare. Inga underarter finns listade i Catalogue of Life.